# Peter Vanderkaay
Peter Vanderkaay (ur. 12 lutego 1984 w Royal Oak) – amerykański pływak, dwukrotny złoty medalista igrzysk olimpijskich w sztafecie 4 × 200 m stylem dowolnym, czterokrotny złoty medalista mistrzostw świata w tej samej konkurencji.
Vanderkaay specjalizuje się w stylu dowolnym. Do największych sukcesów Amerykanina zalicza się zdobycie dwóch złotych medali igrzysk olimpijskich w sztafecie 4 × 200 m stylem dowolnym, najpierw w 2004 roku w Atenach oraz w 2008 roku w Pekinie. W startach indywidualnych na igrzyskach Vanderkaay zdobył dwa brązowe medale, pierwszy na długości 200 m stylem dowolnym w Pekinie, a drugi na dystansie 400 m stylem dowolnym w 2012 roku w Londynie.
Na mistrzostwach świata Amerykanin czterokrotnie był w składzie sztafety, która zdobywała złoty medal, najpierw w Montrealu (2005), następnie w Melbourne (2007), Rzymie (2009) i Szanghaju (2011).
Podczas mistrzostw świata na basenie krótkim Vanderkaay, w 2010 roku, w Dubaju wygrał srebrny medal w sztafecie 4 × 200 m stylem dowolnym.